# Academia Occitana-Consistòri del Gai Saber
L'Academia Occitana-Consistòri del Gai Saber és una associació occitana no governamental fundada l'any 2009 per Joan Penent (actual president de l'associació), Joan Salas-Lostau i Joan-Francés Laffont. La seu de l'acadèmia es troba a Tolosa de Llenguadoc.
L'Acadèmia compta actualment amb catorze membres a part dels fundadors: Florian Vernet, Nicolau Morvillièrs, Joan-Jacme Cubainas, Andrieu Lagarda, Felip Carbona, Rotgièr Lassaca, Franc Bardòu, Jusèp Sans Socasau, Murièl Batbie, Delfina Castaing i Jòrdi Bosque. La direcció està formada per Joan Penent com a president, Joan-Jacme Cubainas com a secretari i Nicolau Morvillièrs com a mestre de claus. El 31 de juliol de 2012, Pèire Bèc en fou nomenat president honorari.
L'acadèmia ofereix el seu propi diccionari en línia, el Diccionari General de la Lenga Occitana, i es presenta com a alternativa al Congrés Permanent de la Llengua Occitana.
És reconeguda per la Generalitat de Catalunya com una entitat de normativa occitana general, juntament amb el Congrés Permanent de la Llengua Occitana. Malgrat tot, la Generalitat només reconeix l'Institut d'Estudis Aranesos com a autoritat competent en llengua occitana dins del territori de Catalunya. Per part de França, les úniques entitats amb reconeixement i suport oficial del Ministeri de Cultura són el CIRDOC i l'OPLO, l'últim dels quals rep finançament tant de l'Estat com de les regions d'Occitània i Nova Aquitània, mentre que l'Academia Occitana-Consistòri del Gai Saber no rep cap mena de reconeixement oficial.